# Metz von Gemmingen († 1485)
Metz von Gemmingen († 1485) war eine frühe Angehörige des Stamms A (Guttenberg) der Freiherren von Gemmingen. In einen damals reich im Kraichgau begüterten Familienzweig geboren, kam sie durch ihre Ehe mit dem Friedberger Burggrafen Eberhard Wais von Fauerbach zu weiterem Besitz in der Wetterau. Als wohlhabende adlige Witwe konnte sie mehrere umfangreiche Stiftungen tätigen und 1470 gemeinsam mit ihrem Bruder Hans die Stadt Eppingen als Pfand der badischen Markgrafen entgegennehmen.

## Leben
Metz (auch Metze, Metza, Mezza) war eine Tochter des Dietrich von Gemmingen († 1414) aus dessen zweiter, 1391 geschlossenen Ehe mit Els von Frankenstein. Sie vermählte sich mit Eberhard Wais von Fauerbach, dem Friedberger Burggrafen. 1449 begleitete sie ihren Gatten bei der Besetzung der Güter Rockenberg und Oppershofen der Herren von Eppstein, wobei sie durch das Ungeschick eines Knechts vom Pferd stürzte. 1462 war sie verwitwet und übergab den Besitz in Rockenberg und Oppershofen an den Pfarrer und Altaristen der Pfarrkirche in der Burg Friedberg. Nach dem Tod ihres Mannes lebte sie wahrscheinlich in Gemmingen, wo sie eine große Stiftung zum Gedächtnis ihres Mannes und verstorbener Angehöriger ihrer Familie errichtete. Sie und ihr Bruder Hans der Reiche († 1490) erhielten 1470 die Stadt Eppingen als Pfand der Markgrafen von Baden, wo die Geschwister 1473 die Kapelle auf dem Ottilienberg stifteten. 1483 kam es zu Streitigkeiten zwischen ihr und Albrecht Wais von Fauerbach, da sie aus Wais'schem Besitz das Schloss Sturmfels und einen Hof in Carben verkauft hatte. Der Verkauf wurde von Pfalzgraf Philipp annulliert. Sie starb 1485 und wurde in Eppingen begraben.